# Тропічний ліс

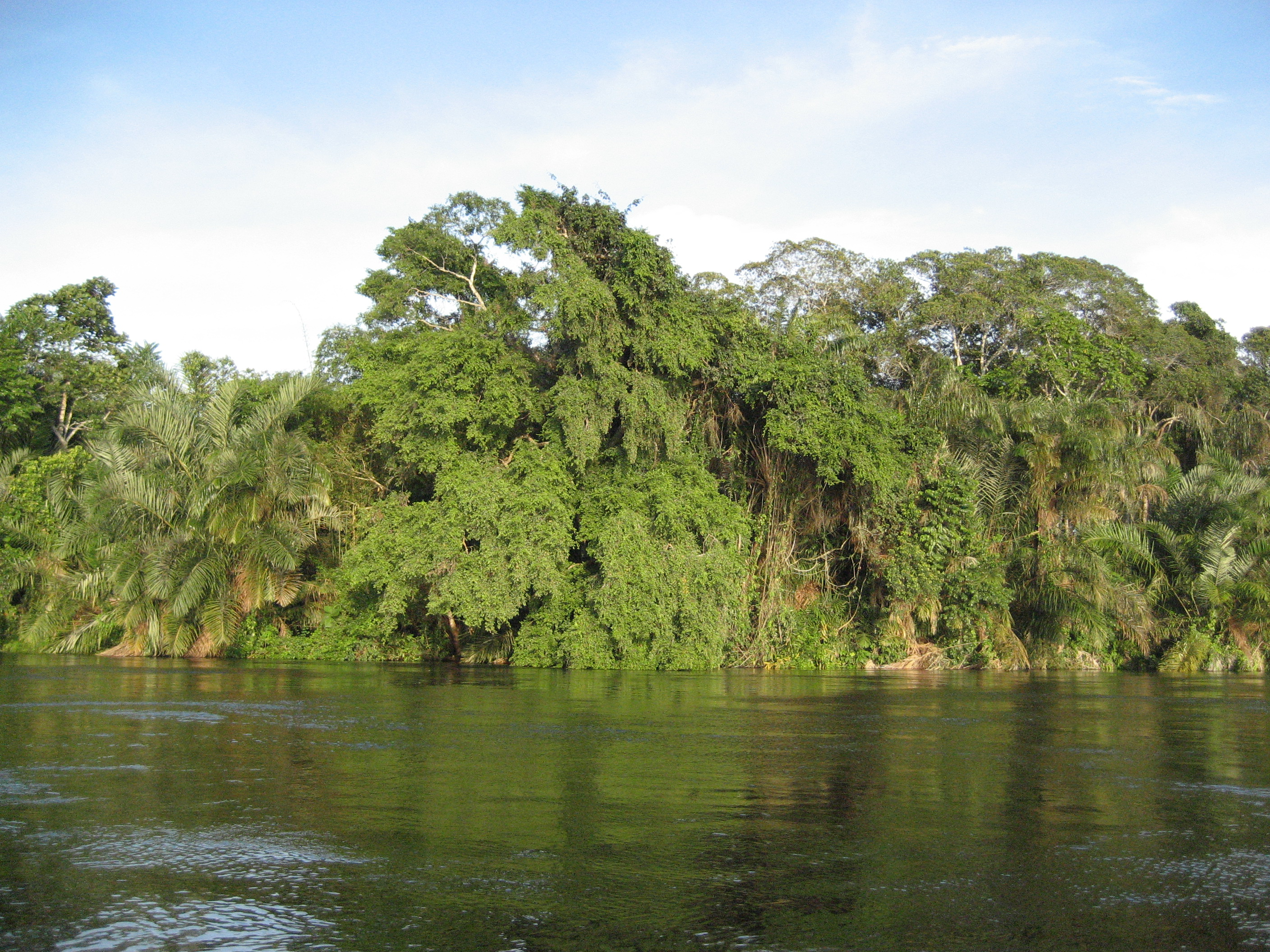
Тропічний ліс в Конго

Лакандонський ліс в Мексиці

 Тропічний ліс — ліс, поширений в тропічному, екваторіальному та субекваторіальному поясах між 23 ° пн. ш. і 32 ° пд. ш. Тропічні ліси трапляються в широкому поясі, який оточує Землю вздовж екватора та переривається лише океанами й горами.
Загальна циркуляція атмосфери відбувається від зони високого атмосферного тиску в районі тропіків до зони низького тиску в районі екватора, в тому ж напрямку переноситься волога що випаровується. Це призводить до існування вологого екваторіального поясу та сухого тропічного. Між ними розташований субекваторіальний пояс, в якому зволоження залежить від напрямку вітру (мусону), а це залежить від пори року.
Рослинність тропічних лісів дуже різноманітна, залежить головним чином від кількості опадів та їх розподілу за порами року. У разі рясних опадів (більш ніж 2000 мм) і їх більш-менш рівномірного розподілу розвиваються вологі тропічні вічнозелені ліси. Віддаляючись від екватора з'являються ліси, в яких зволоження залежить від пори року: дощовий період змінюється сухим. Це — зимовозелені змінно-вологі тропічні ліси з опалим на час посухи листям. Далі ці ліси змінюються саванними лісами. При цьому в Африці та Південній Америці мусонні та екваторіальні ліси змінюються саванними лісами із заходу на схід. При ще більш посушливому кліматі деревостани розріджуються, саванні ліси змінюються ксерофільними колючими лісами та заростями чагарників.

## Класифікація тропічних лісів

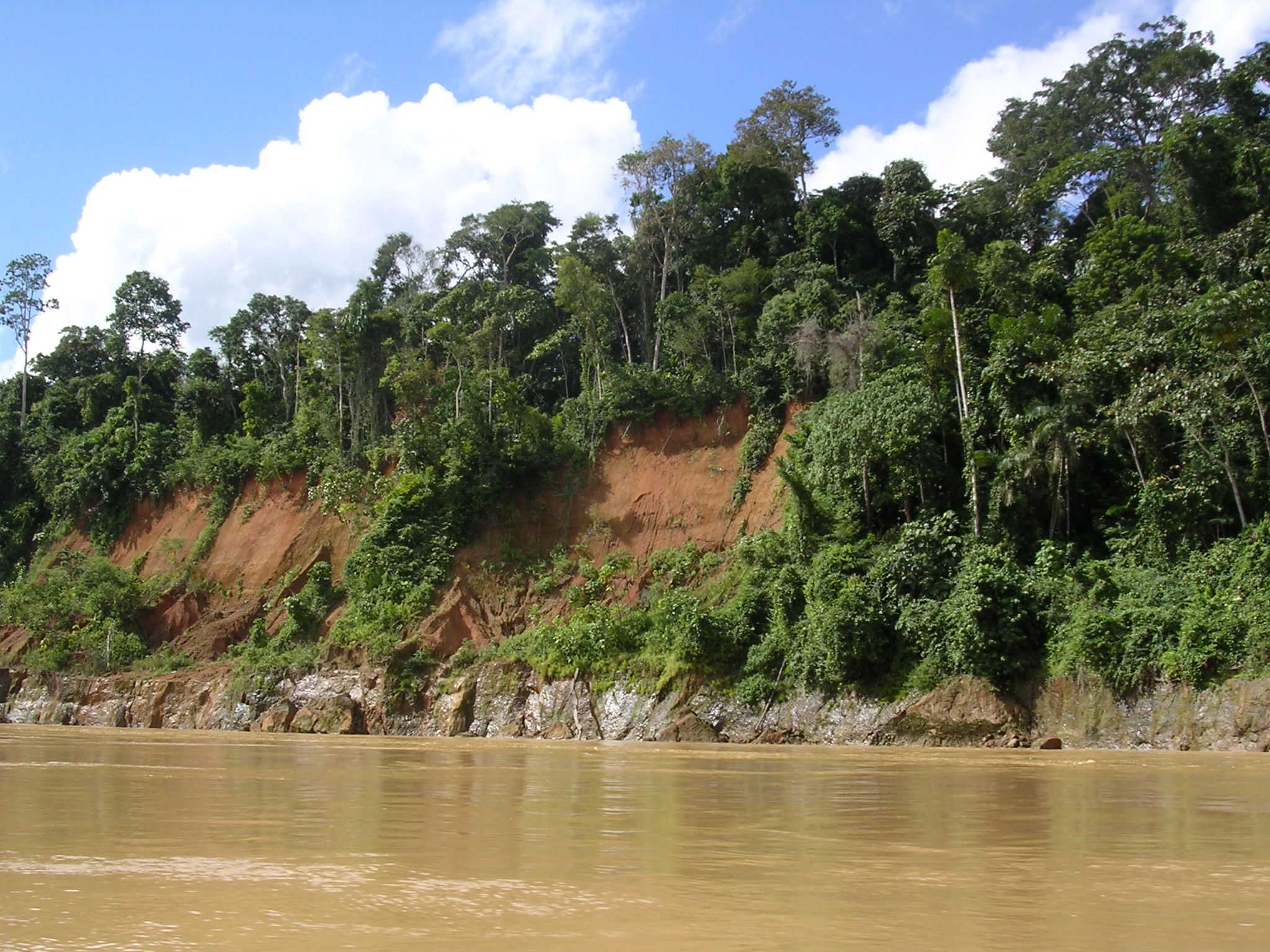
Дощовий ліс в Амазонії

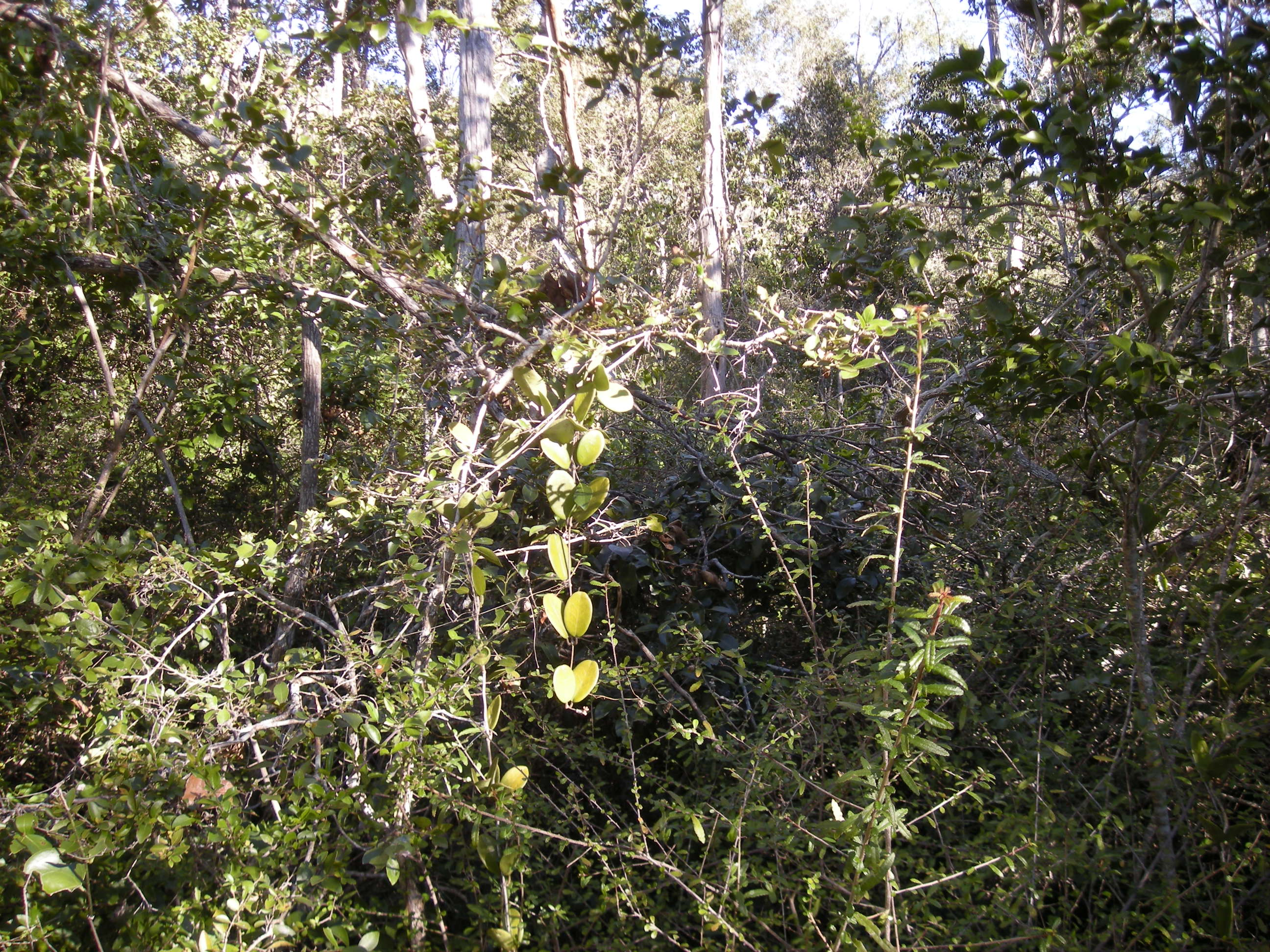
сухий мусонний ліс

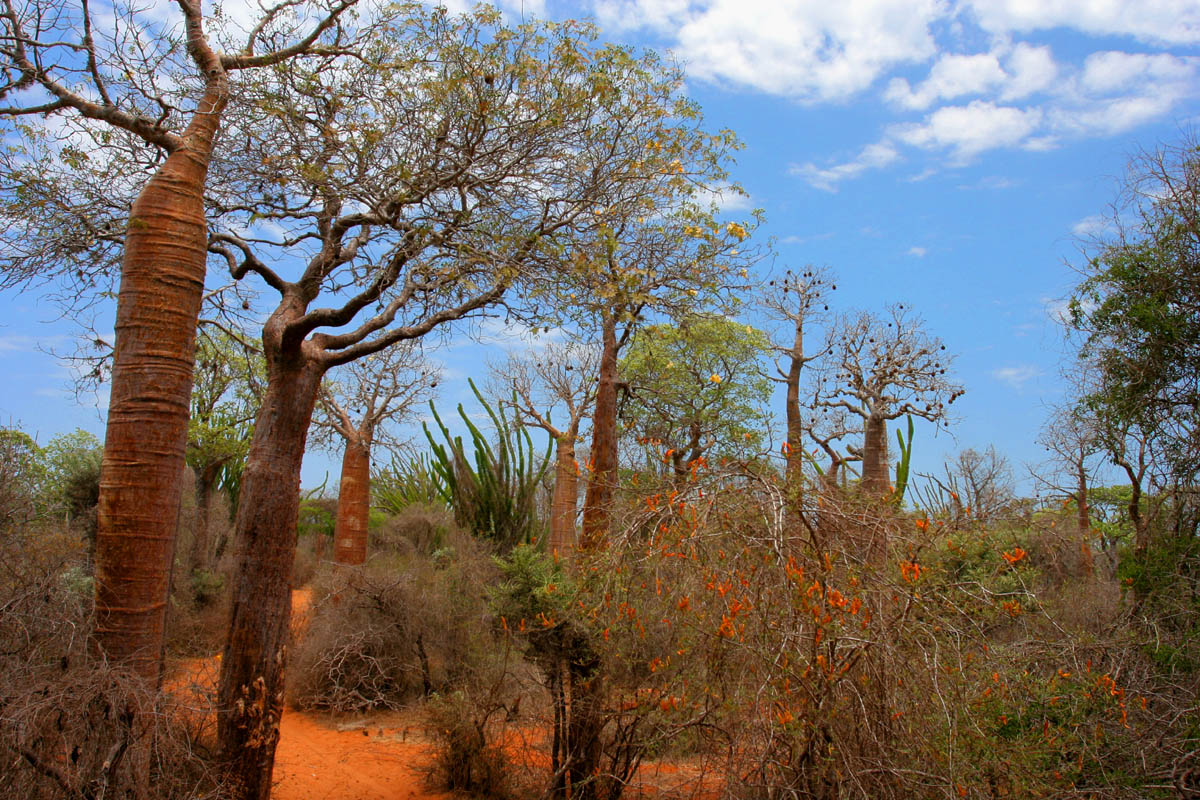
Колючий ліс на Мадагаскарі

Основними групами формацій тропічних лісів є  дощові, або  вологі, і сезонні.
- Вологі тропічні ліси — поширені в екваторіальному поясі, характеризуються рясним випаданням опадів (2000—7000 мм, іноді навіть до 12 000 мм) і відносно рівномірним їх розподілом протягом року при практично незмінній середній температурі повітря (24—28° С). Основні регіони розповсюдження: Південна Америка (Амазонський_дощовий_ліс ), Центральна Африка, Південно-Східна Азія та Австралія. Вологі тропічні ліси вважаються центром еволюційної активності, місцем формування нових видів, що поширюються в інші регіони[1]. Вони є найдавнішим типом рослинності, практично не змінилися з третинного періоду[4]. Основними групами вологих тропічних лісів є вологі вічнозелені гірські ліси, тропічні болотисті ліси[1][5], дощові тропічні рівнинні ліси[1], мангри[5].
  - Мангри поширені в припливно-відпливній зоні тропічних узбереж і, якщо цьому сприяють теплі течії, то й уздовж берегів у помірній кліматичній зоні. Вони ростуть у місцях, вільних від води під час відпливу та затопленими під час припливу[6].
  - Тропічні гірські вічнозелені ліси ростуть зазвичай вище 1500—1800 м, де температури повітря опускаються до 10 — 12 ° і нижче, що не дає розвиватися багатьом організмам. Ці ліси мають помітне значення в стабілізації природних умов (водоохоронне, протиерозійне та ін.). Їх відносній збереженості низьке господарське значення, пов'язане з труднощами освоєння за умовами рельєфу[5].
  - Болотисті ліси  займають помітно меншу площу, ніж незатоплені рівнинні ліси. За своїми властивостями вони близькі, хоча й мають достатньо відмінностей. Бувши поширеними на тих самих рівнинах, вони створюють ландшафтну мозаїку тропічних лісів[5].
- Сезонні тропічні ліси виростають в областях, де попри гарне зволоження, (2500—3000 мм), наявний посушливий період. Кількість опадів та тривалість посушливого періоду в різних лісах неоднакова, серед них розрізняють  вічнозелені сезонні ліси (наприклад, австралійські евкаліптові), напіввічнозелені ліси (листопадні види представлені в верхньому ярусі, в нижньому — вічнозелені), світлі розріджені ліси (флористичний склад бідний, буває представлений однією породою). Листопадні сезонні тропічні ліси діляться на мусонні ліси і саванні ліси[1].
  - Мусонні ліси  ростуть в області дії мусонів, сухий період триває близько 4—5 місяців. Знаходяться в Південній та Південно-Східній Азії, в тому числі в Індостані, Індокитаї, півострові Малакка, на північному сході острова Ява[7]. Ліси цього типу ростуть також і в Вест-Індії та Центральній Америці (острів Тринідад, Коста-Рика) та Західній Африці[2].
  - Саванні ліси  поширені в тропічних районах з чітко вираженим сухим сезоном та річною сумою опадів меншою, ніж в поясі зімкнутих лісів. Поширені на більшій частини Куби та інших островів Карибського моря, в багатьох районах Південної Америки, Східної та Центральної Африки та подекуди в Індії, Китаї та Австралії[8].
  - Колючі ксерофільні ліси і чагарники ростуть у місцевостях з ще меншою кількістю опадів, наприклад, каатинга[1], тривалість сухого сезону не менш ніж 6 місяців[9].

## Рослинний світ

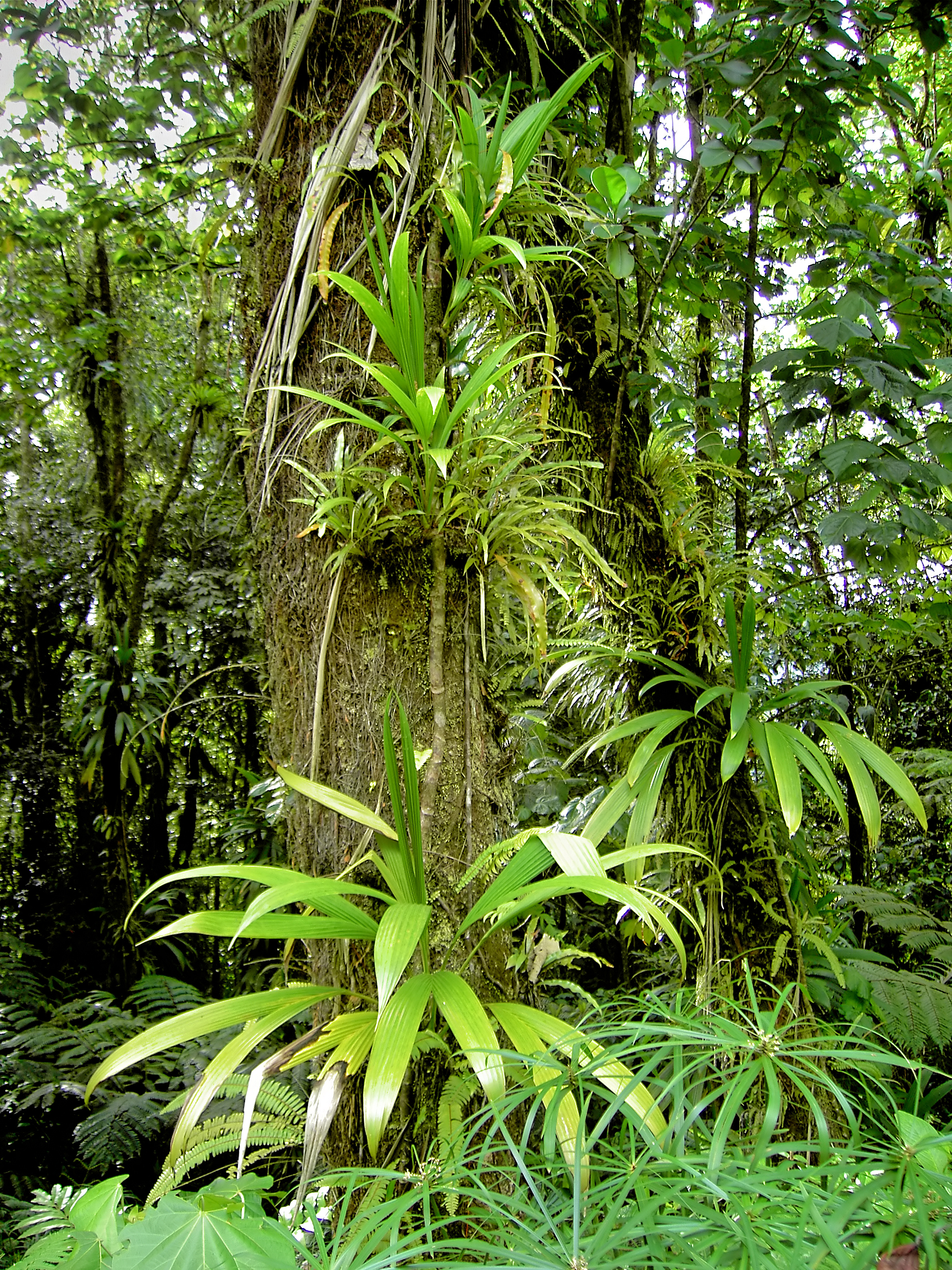
Епіфіти в тропічному лісі (Домініка)

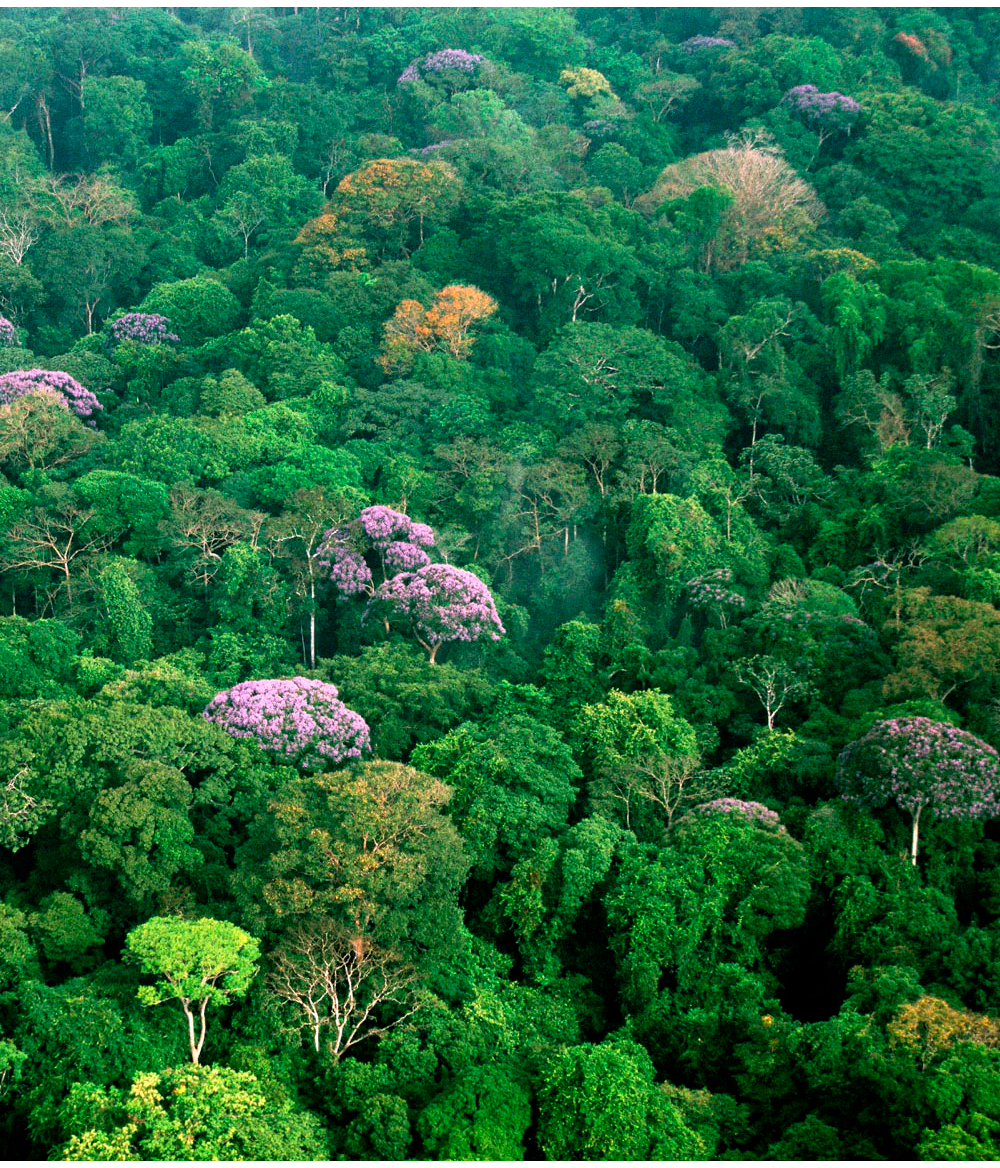
Сельва в Панамі. Вид з висоти пташиного польоту. Верхня межа вологого тропічного лісу не є більш-менш рівномірною площиною, оскільки висота у дерев різна. До того ж біля верхньої поверхні та колір також не рівномірний через різноманітність відтінків листя у різних видів дерев. При цьому ще видно білі і кольорові плями — це квітучі дерева

### Рослинність у вологих тропічних лісах
Вологі тропічні ліси характеризуються найбільшим на Землі багатством флори (більш ніж 4/5 всіх видів рослин), переважанням в ній деревних видів (близько 70 % вищих рослин), їх різноманітністю (від 40 до 100 видів на 1 га). На відміну від помірних лісів, в тропічних лісах рідко зустрінеш два дерева одного виду які стоять поруч.. У болотистих лісах більше невисоких дерев, особливо пальм, більш розвинена поверхнева коренева система.. Надмірна кількість опадів, наприклад в болотистих місцевостях Індонезії, ускладнює аерацію ґрунтів, що збіднює флористичний склад. У вологих тропічних лісах переважають види родин Диптерокарпові, Бобові, Миртові, Пальмові, поширені також деревоподібні папороті. Стовбури дерев зазвичай прямі, розгалужені ближче до верхівки, з тонкою та гладкою корою. Листя дерев зазвичай велике, щільне, шкірясте. Від стовбурів дерев відходять потужні дископодібні корені, які можуть досягати висоти 8 м. Дерева болотистих лісів часто мають ходульне коріння.
У структурі дощового тропічного лісу зазвичай розрізняють 3 деревних яруси. Верхній ярус складається з окремих гігантських дерев висотою 50—55 м, рідше 60 м, крони яких не змикаються. Дерева середнього ярусу, висотою 20—30 м, утворюють зімкнутий намет. У цьому ярусі зосереджена основна маса ліан і епіфітів.
Висота дерев нижнього ярусу не перевищує 20 м, розвиток цього ярусу залежить від освітленості, тому в зрілих лісах він розріджений і не перешкоджає рухові людей.
Чагарниковий та трав'яний яруси важко чітко розмежувати, деякі трави, наприклад банан, можуть досягати висоти 6 м. У стиглому лісі флористичний склад трав'яного ярусу зазвичай складається з 1—2 видів.
У темніших місцях трав'янистий покрив та чагарники відсутні, а в світліших місцях, на узліссях, по берегах річок, вони досягають своєї пишноти. Велику роль відіграють спорові рослини: папороті та плауни. Завдяки різноманітності видів та життєвих форм яруси не мають чітких кордонів. Крім того, дуже розвинена позаярусна рослинність: ліани та епіфіти. В гірських вологих тропічних лісах висота дерев 1-о ярусу двоярусного деревостану не перевищує 20 м. Тут поширені папороті, бамбуки, епіфіти.
Цвітіння в тропічному лісі відносно рівномірно розподілене протягом року. Деякі види цвітуть цілий рік, при цьому у них одні гілки цвітуть, а на інших дозрілі плоди. У багатьох дерев квітки та суцвіття утворюються безпосередньо на стовбурах та безлистих ділянках гілок. Це називається кауліфлорія. Є види пальм, бамбуків та інших рослин, які мають короткочасне цвітіння одночасно всіх екземплярів цього виду. Попри сприятливі протягом усього року умови для росту, дерева мають період спокою.
Хоча вічнозелені ліси, навіть окремі дерева в цих лісах, ніколи не стоять без листя, дерева все ж скидають своє листя, правда не одразу (крім деяких видів), а порціями. Листя яке розпускається може мати різні яскраві кольори: червоний, буро-червоний, білий та інші Листя дерев верхніх ярусів ксерофільне: велике, жорстке, блискуче, оскільки в спекотний денний час дуже велика транспірація (випаровування). Листя в глибині лісу являють собою повну протилежність. Різноманітні чагарники та трав'янисті рослини мають не ксерофільне пристосування, а навпаки, для видалення надлишку вологи, адже транспірація під наметом лісу не велика.
Рослини мангрів пристосовані до життя в солоному середовищі, на ґрунтах, позбавлених доступу кисню. Видовий склад не багатий: враховуючи морські трави та галофільні сукуленти їх налічується близько 50 видів, що належать до 12 родів з 8 родин, більшість належать до родів Різофора, Авіценна, Bruguiera. Епіфітів і ліан мало. Поширені ходульні та дихальні корені. У багатьох рослин мангрів насіння проростає на материнській рослині в ще незрілих плодах. дерева висотою 8—15 м утворюють зімкнутий намет.

### Рослинність сезонних тропічних лісів
В мусонних лісах можна виділити три основні групи рослинних угруповань.
1. У змішаних лісах домінують терміналії, дальбергії, альбіції та інші, підлісок складається з бамбуків та невеликих пальм.
2. У тикових лісах — тик (Тектона велика), листопадні Acacia lencophloea та Albizzia procera і вічнозелені Butea frondosa, Scheichera trijuda та ін.
3. Ліси з шореї велетенської, підлісок з терминалії, стеркулія та ін.[7]

В Індії ростуть Чорне дерево, індійський лавр. Ліани та епіфіти хоча і не такі численні, як у вічнозелених, але їх більше, ніж у саванових лісах. намет лісу в мусонних лісах розріджений як порівняти з вологим тропічним лісом, тому в них трав'яне покриття зімкнуте. Трави переважно однолітні, в найсухіших місцевостях переважає дика цукрова тростина
Для верхнього ярусу лісів цього типу в Західній Африці особливо характерний триплохітон (Triplochiton scleroxylon).
Для саванних лісів типові листопадні дерева з родини бобових, крона яких зазвичай плоска зонтикоподібна. Дерева мають висоту до 18 м. В місцях, де висота дерев 3—4,5 м, в сезон дощів трави можуть бути вищими, ніж дерева. Основу трав'яного покриття становлять злаки.
У колючих ксерофільних лісах трапляються дерева з лускоподібним листям та чагарники з зеленими стеблами без листя. Рослини часто покриті колючками, тканини стебел та коренів здатні запасати воду.

## Тваринний світ

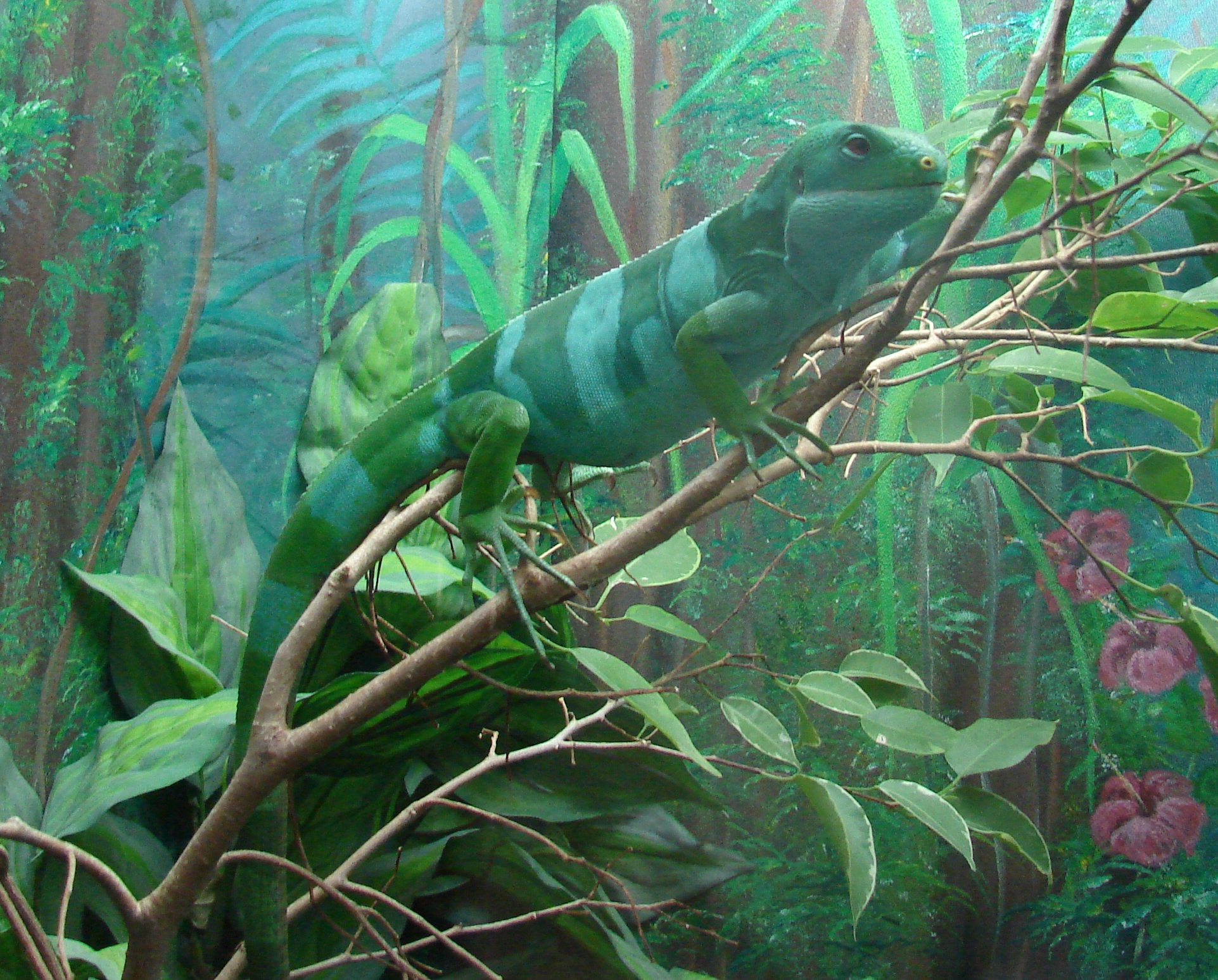
Смугаста фіджійська ігуана

За кількістю видів тропічні ліси значно перевершують ліси помірних та холодних країн, фауна тропічних дощових лісів є найбагатшою, проте кількість представників кожного окремого виду в них невелика.
Зазвичай тропічні лісові тварини живуть на деревах, переважно в кронах. Представниками ссавців є мавпи, вивірки, літяги, лінивці, шипохвості вивірки, голкошерстові, деякі комахоїдні, хижі та інші. Птахів представляють папуги, дятли, тукани, колібрі, Краксі, гоацини та інші;
прикладами плазунів є хамелеони, деревні змії, деякі гекони, ігуани, агами; земноводних — деякі жаби. Багато плазунів отруйні.
У вологих тропічних лісах через нестачу світла підлісок та трав'яний покрив бідний, тому наземних видів в них мало.
Їх представляють тапіри, носороги, пекарі, бегемоти.
Ареалом великих ссавців, у тому числі слонів, жираф, буйволів тут є сезонні тропічні ліси.
Дуже різноманітні безхребетні, вони можуть бути достатньо великими, виділятися багатством форм і забарвлення, серед них мурахи, терміти, багатоніжки, метелики та інші.
Фауна деревно-чагарникових птахів характеризується великою різноманітністю.

## Екологія

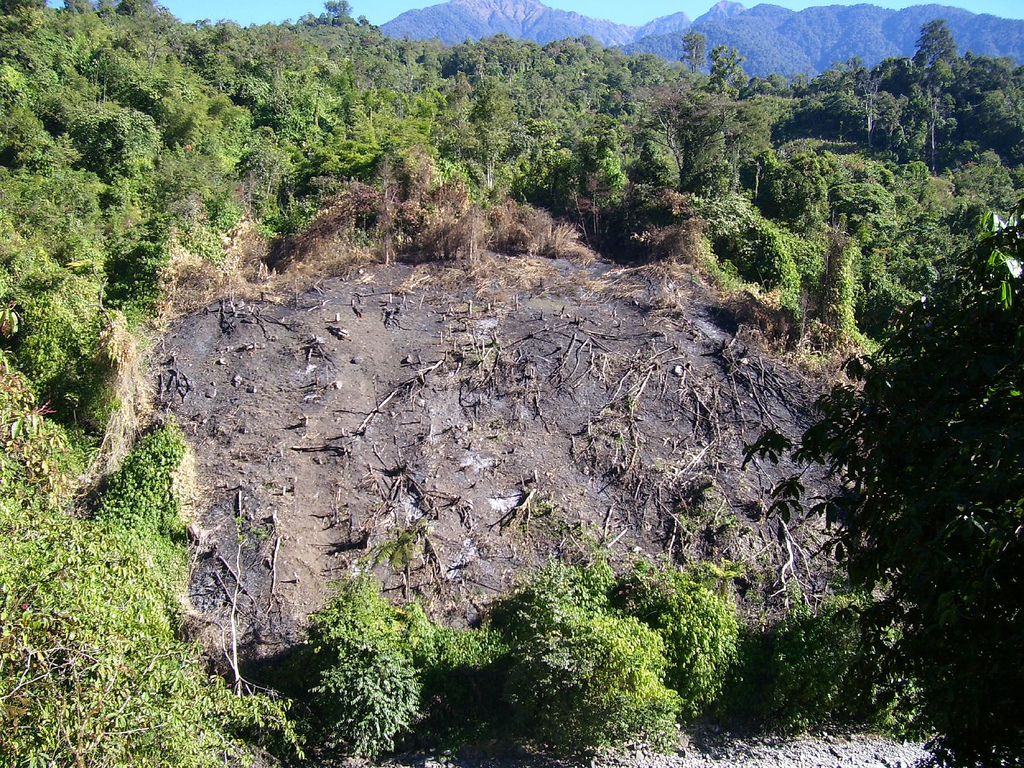
Результат використання підсічно-вогневого рільництва в національному парку Намдапха (Індія)

Тропічні ліси виключно важливі для біосфери планети, вони є місцем життя майже половини всіх біологічних видів які її населяють, понад 4/5 всіх видів рослин. Площа тропічних лісів становить половину лісової території Землі, виробляють 69 % всій чистої первинної продукції лісів світу. Тропічні ліси вивільняють близько 55,5 Гт оксигену на рік. В біомасі вологих тропічних лісів знаходиться більша частина надматерикового запасу органічної речовини, зв'язано близько 4,6 Гт вуглекислого газу. Тропічні ліси випаровують близько 9 % води що надходить до атмосфери.
Попри високу біологічну продуктивність (до 3500 г/м2 на рік) і великий опад листя, запас підстилки в них значно менший, ніж у помірних лісах. Це пов'язано як з інтенсивністю промивки в дощових лісах, так і з загальною інтенсивністю розкладання, причому гриби та терміти переробляють понад 90 % щорічного приросту рослинної речовини.
Решту з'їдають рослиноїдні, які, в свою чергу, слугують джерелом харчування для хижаків.
Половина первинних тропічних лісів зникла — замість них або виросли вторинні ліси, або залишилися трав'янисті співтовариства, які можуть перетворитися на пустелі. Найбільші побоювання викликає скорочення дощових тропічних лісів. Екосистеми сезонновологих тропіків адаптувалися як до сезонних змін, так і до міжрічним розбіжностям в тривалості сухого та вологого періодів, тому вони більш стійкі до антропогенних впливів. Процес посилюється тим, що при вирубці лісів всього за 1—2 роки відбувається вимивання поживних сполук із ґрунту в підґрунтовий ґрунт. Основними причинами скорочення площі тропічних лісів є:
- Підсічна система землеробства,
- Випалювання лісів під пасовища,
- Лісництво[1].

Багато міжнародних організацій, наприклад МСОП, ФАО ООН, ЮНЕП, усвідомлюють важливість тропічних лісів для біосфери планети та сприяють їх збереженню. Тут створено близько 40 млн га охоронюваних територій, серед них національні парки Салонга та Майко (Заїр); Жау, Амазонський (Бразилія); Ману (Перу), Канайма (Венесуела).
Існує думка, що для збереження тропічних лісових екосистем охоронювані території повинні охоплювати щонайменше 10 % площі лісів.